# Artur Gacaev
Artur Gacaev (* 23. September 1969) ist ein russisch-deutscher Basketballtrainer und ehemaliger -spieler. Er bestritt ein A-Länderspiel für die russische Nationalmannschaft.

## Laufbahn
Gacaev stammt aus Dagestan, er trug während seiner Spielerlaufbahn unter anderem das Hemd von Awtodor Saratow. 1991 kam der 1,97 Meter große Flügelspieler gegen Dänemark zu einem Länderspieleinsatz für die Nationalmannschaft Russlands. 1993 wechselte Gacaev zum VfL Bochum in die 2. Basketball-Bundesliga, wo er vier Jahre lang spielte. 1997 zog es ihn innerhalb der zweiten Liga von Bochum zum TSV Quakenbrück, 2000 wechselte er vom Niedersächsische ins Ostwestfälische und schloss sich den Paderborn Baskets an, für die er ebenfalls in der 2. Bundesliga spielte, ehe eine Knieblessur seine Karriere im Jahr 2001 beendete.
Gacaev wurde Jugendtrainer in Paderborn, war zeitweilig auch Assistenztrainer der Paderborner Bundesliga-Mannschaft und übernahm zur Saison 2010/11 das Cheftraineramt in der 2. Bundesliga ProA. Bereits im November 2010 wurde er nach einem sportlich misslungenen Saisonauftakt auf diesem Posten von Thomas Glasauer ersetzt und übernahm stattdessen das Traineramt beim Paderborner Partnerverein, dem TV Salzkotten in der Regionalliga. Gacaev blieb bis 2015 Trainer in Salzkotten, im Anschluss an die Saison 2012/13 wurde er vom Internetdienst eurobasket.com als „Trainer des Jahres“ der 1. Regionalliga West ausgezeichnet. Er betreute zusätzlich Paderborner Jugendleistungsmannschaften, unter anderem in der Nachwuchs-Basketball-Bundesliga (NBBL).
2016 wechselte Gacaev nach Oldenburg und übernahm den Cheftrainerposten bei der Baskets Akademie Weser-Ems/Oldenburger TB (später Baskets Juniors TSG Westerstede genannt) in der 2. Bundesliga ProB (später in der 1. Regionalliga), der Nachwuchsfördermannschaft des Bundesligisten EWE Baskets Oldenburg, sowie bei der Oldenburger U19-Mannschaft in der NBBL. Später war er bis 2023 als Cheftrainer für die Oldenburger U16-Mannschaft in der Jugend-Basketball-Bundesliga (JBBL) verantwortlich, anschließend weiterhin Co-Trainer der Mannschaft sowie unverändert Cheftrainer der mittlerweile Baskets Juniors TSG Westerstede genannten Mannschaft in der Männer-Regionalliga. Die Baskets Juniors TSG Westerstede führte er 2025 zur Rückkehr in die 2. Bundesliga ProB.